# Pia Sundstedt
Pia Ann-Katrine Sundstedt, née le 2 mai 1975 à Kokkola, est une cycliste professionnelle finlandaise. Elle a participé aux Jeux olympiques d'été en 2000 et a remporté la Coupe du monde cycliste féminine de Montréal la même année.

## Palmarès sur route
- 1996
  -  Championne de Finlande sur route
- 1997
  -  Championne de Finlande sur route
  -  Championne de Finlande contre-la-montre
  - 1re étape du Tour du Trentin
  - Tour du Trentin
- 1998
  - 2e étape du Tour d'Italie féminin
  - 6e étape du Tour de Toscane
  - 2e de la Flèche wallonne féminine  (CdM)
  - 2e du Tour de Toscane
  - 2e du GP Skandinavie
  - 5e du Tour d'Italie féminin
- 1999
  - 10e étape A du Tour d'Italie féminin
  - 3e du Tour du Trentin
  - 6e de la Flèche wallonne féminine  (CdM)
  - 6e du Tour d'Italie féminin
  - 9e de La Coupe du Monde Cycliste Féminine de Montréal (CdM)
- 2000
  - 2e de la coupe du monde
  - La Coupe du Monde Cycliste Féminine de Montréal (CdM)
  - Grand Prix de Suisse
  - 12e étape B du Tour d'Italie féminin
  - Tour du Trentin
  - 2e de la Flèche wallonne féminine  (CdM)
  - 10e du Rotterdam Tour (CdM)
- 2001
  -  Championne de Finlande sur route
  - GP Féminin International du Québec
- 2002
  -  Championne de Finlande sur route
- 2005
  -  Championne de Finlande sur route
- 2011
  -  Championne de Finlande sur route
  -  Championne de Finlande contre-la-montre
  - 3e de Golan I
  - 3e de Golan II

## Palmarès en VTT-Marathon

### Championnats du monde
- 2005 : 5e
- 2006 : 5e
- 2007 :  Médaillée de bronze
- 2008 :  Médaillée de bronze
- 2009 : 6e

### Coupe du monde
- 2006 : 1re (2 manches)
- 2007 : 1re (2 manches)
- 2008 : 1re (1 manche)

### Championnats d'Europe
- 2005 :  Médaillée d'or
- 2006 :  Médaillée d'argent
- 2007 : 5e
- 2008 :  Médaillée d'argent
- 2010 :  Médaillée de bronze
- 2011 :  Médaillée d'or
- 2012 :  Médaillée d'or

### Championnats de Finlande
- Championne de Finlande de VTT-Marathon en 2006